# Les Useres
Les Useres és un municipi valencià de la comarca de l'Alcalatén, a la província de Castelló. El municipi limita amb els municipis següents: Atzeneta del Maestrat, Costur, Culla, Figueroles, Llucena, la Serra d'en Galceran, Vall d'Alba i Vilafamés.
| Atzeneta del Maestrat | Culla Atzeneta del Maestrat | La Serra d'en Galceran   |
| Llucena               |                             | La Vall d'Alba Vilafamés |
| Figueroles            | Vilafamés Costur            | Vilafamés                |

## Geografia
Situat entre barrancs i muntanyes de la serra de la Creu, les Useres, amb la població dispersa per les masies (els masos en les Useres), inclou els llogarets de les Crevades, Mas Blanch, Pou d'En Calvo i Picando.
El terreny més baix del terme municipal es troba al Formany i els Molineres, a 200 metres, al costat de la rambla de la Vídua; i el més alt al Castellet, a quasi 779 msnm.

### Incendi de l'estiu del 2007
El 28 d'agost de 2007, unes obres il·legals sobre una torre elèctrica causaren un greu incendi que, a causa del fort vent de ponent i les conseqüents altes temperatures, s'estengué ràpidament per tot el terme i afectà també els termes d'Atzeneta, Costur, Llucena, Figueroles i l'Alcora. Tres dies de foc van deixar un total de 5.500 hectàrees carbonitzades a la comarca de l'Alcalatén.

## Història
El municipi formava part de la Tinença de l'Alcalatén i del senyoriu de les Useres, i va pertànyer successivament als Urrea —en aquella època era conegut com a Masies d'Urrea— i als comtes d'Aranda.
Les Useres té un origen iber, com així ho proven els diversos útils i ceràmica trobats en la vila vella. El domini musulmà va deixar una empremta profunda en estes terres amb l'inici de l'extracció del mineral de ferro a les Ferreries i la implantació del sistema de rec. Va ser Ximeno II d'Urrea qui les va conquistar per a la cristiandat, i Jaume I li concedí el senyoriu de l'Alcalatén el 1233. Al llarg de la seua història, el domini de les Useres ha passat per diverses mans: sota la jurisdicció del bisbat de Tortosa, dels comtes d'Aranda o de la corona. És curiosa la influència italiana en el municipi que, gràcies als comerciants de la llana, es va plasmar al llarg dels segles xvi i xvii en l'advocació dels patrons, sant Felip Neri, ermites de Santa Waldesca i Verge del Loreto i fins i tot alguns cognoms. En 1839, en les guerres carlistes, el general O'Donell va guanyar la decisiva Batalla de les Useres sobre el comandant carlí Ramon Cabrera, el tigre del Maestrat, que li va valdre el títol de comte de Llucena.

## Economia

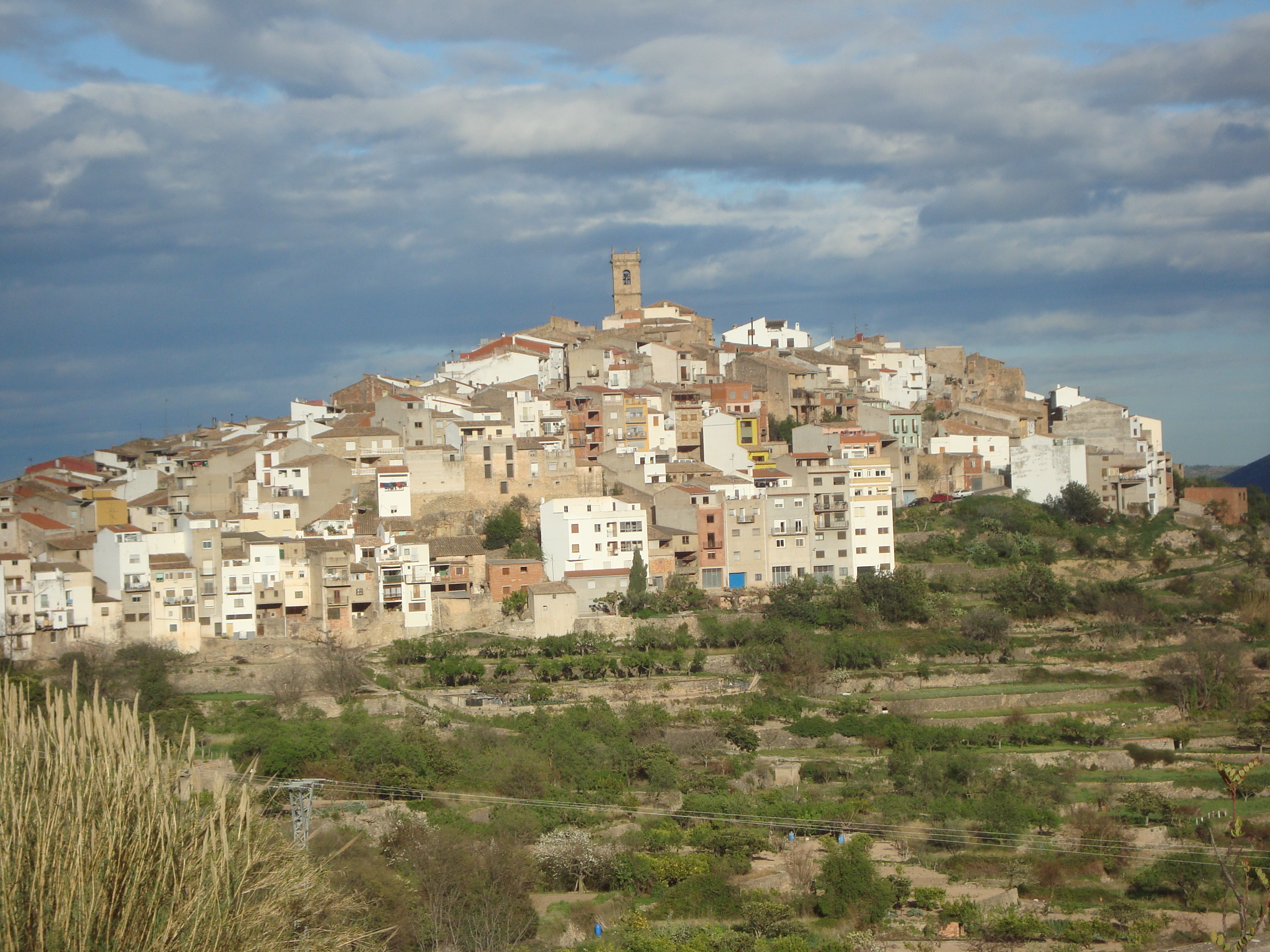
Les Useres

L'activitat econòmica del municipi està basada en l'agricultura, la qual se centra en el cultiu de la vinya i la producció de vi en el celler vinícola de les Useres, així com el cultiu d'ametlers, oliveres, garroferes i cereals, sobretot blat i ordi. La ramaderia és la força econòmica amb més auge en l'actualitat, especialment en granges d'aviram i porcs.

## El parlar de les Useres
Té com a característica remarcable la desinència en -a de la primera persona del present d'indicatiu dels verbs de la primera conjugació: jo canta, jo puja...

## Política i Govern

### Composició de la Corporació Municipal
El Ple de l'Ajuntament està format per 7 regidors. En les eleccions municipals de 26 de maig de 2019 foren elegits 4 regidors del Partit Popular (PP), 2 del Partit Socialista del País Valencià (PSPV-PSOE) i 1 d'Avancem pel Poble-Compromís municipal (Avancem).
| Eleccions municipals de 26 de maig de 2019 - les Useres                                                            |                                          |                                     |                                     |      |          |          |
| Candidatura | Candidatura                              | Candidatura                         | Cap de llista                       | Vots | Vots     | Regidors |
| | Partit Popular                           |                                     | Jaime Manuel Martínez Andrés        | 436  | 58,52%   | 4 (-1)   |
| | Partit Socialista del País Valencià-PSOE |                                     | Rafael Porcar Valls                 | 179  | 24,03%   | 2 ()     |
| | Avancem pel Poble                        |                                     | Cristina Flors Barberà              | 130  | 17,45%   | 1 (+1)   |
| | Vots en blanc                            |                                     |                                     | 0    | 0,00%    |          |
| Total vots vàlids i regidors                                                                                       | Total vots vàlids i regidors             | Total vots vàlids i regidors        | Total vots vàlids i regidors        | 745  | 100 %    | 7        |
| | Vots nuls                                | Vots nuls                           | Vots nuls                           | 5    | 0,67%    |          |
| Participació (vots vàlids més nuls)                                                                                | Participació (vots vàlids més nuls)      | Participació (vots vàlids més nuls) | Participació (vots vàlids més nuls) | 750  | 91,58%** |          |
| Abstenció | Abstenció                                | Abstenció                           | Abstenció                           | 69*  | 8,42%**  |          |
| Total cens electoral                                                                                               | Total cens electoral                     | Total cens electoral                | Total cens electoral                | 819* | 100 %**  |          |
| Alcalde: Jaime Manuel Martínez Andrés (PP) (15/06/2019) Per majoria absoluta dels vots dels regidors (5 vots)      |                                          |                                     |                                     |      |          |          |
| Fonts: JEC, JEZ Castelló, Periòdic Ara. (* No són vots sinó electors. ** Percentatge respecte del cens electoral.) |                                          |                                     |                                     |      |          |          |

### Alcaldia
Des de 2011, l'alcalde de les Useres és Jaime Manuel Martínez Andrés, del Partit Popular (PP).
| Període                       | Alcalde o alcaldessa         | Partit polític | Data de possessió | Observacions |
| ----------------------------- | ---------------------------- | -------------- | ----------------- | ------------ |
| 1979–1983                     | Manuel Gozalbo Ribes         | UCD            | 19/04/1979        | --           |
| 1983–1987                     | José Luis Nebot Martí        | PSPV-PSOE      | 28/05/1983        | --           |
| 1987–1991                     | José Luis Nebot Martí        | PSPV-PSOE      | 30/06/1987        | --           |
| 1991–1995                     | José Luis Nebot Martí        | PSPV-PSOE      | 15/06/1991        | --           |
| 1995–1999                     | José Luis Nebot Martí        | PSPV-PSOE      | 17/06/1995        | --           |
| 1999–2003                     | Humilde García Pruñonosa     | PP             | 03/07/1999        | --           |
| 2003–2007                     | Dèlia Valero Ferri           | PSPV-PSOE      | 14/06/2003        | --           |
| 2007–2011                     | Dèlia Valero Ferri           | PSPV-PSOE      | 16/06/2007        | --           |
| 2011–2015                     | Jaime Manuel Martínez Andrés | PP             | 11/06/2011        | --           |
| 2015–2019                     | Jaime Manuel Martínez Andrés | PP             | 13/06/2015        | --           |
| 2019-2023                     | Jaime Manuel Martínez Andrés | PP             | 15/06/2019        | --           |
| Des de 2023                   | Jaime Manuel Martínez Andrés | PP             | 17/06/2023        | --           |
| Fonts: Generalitat Valenciana |                              |                |                   |              |

## Demografia
A data de 2022, Les Useres tenia 949 habitants (INE).
| any  | habitants |
| ---- | --------- |
| 1842 | 900       |
| 1857 | 2.738     |
| 1860 | 2.759     |
| 1877 | 2.862     |
| 1897 | 3.110     |
| 1900 | 2.812     |
| 1910 | 3.129     |
| 1920 | 3.632     |
| 1930 | 3.181     |
| 1940 | 2.754     |
| 1950 | 2.586     |
| 1960 | 2.407     |
| 1970 | 2.001     |
| 1981 | 1.593     |
| 1991 | 1.279     |
| 2000 | 1.154     |
| 2010 | 986       |
| 2020 | 995       |
| 2020 | 959       |

## Monuments

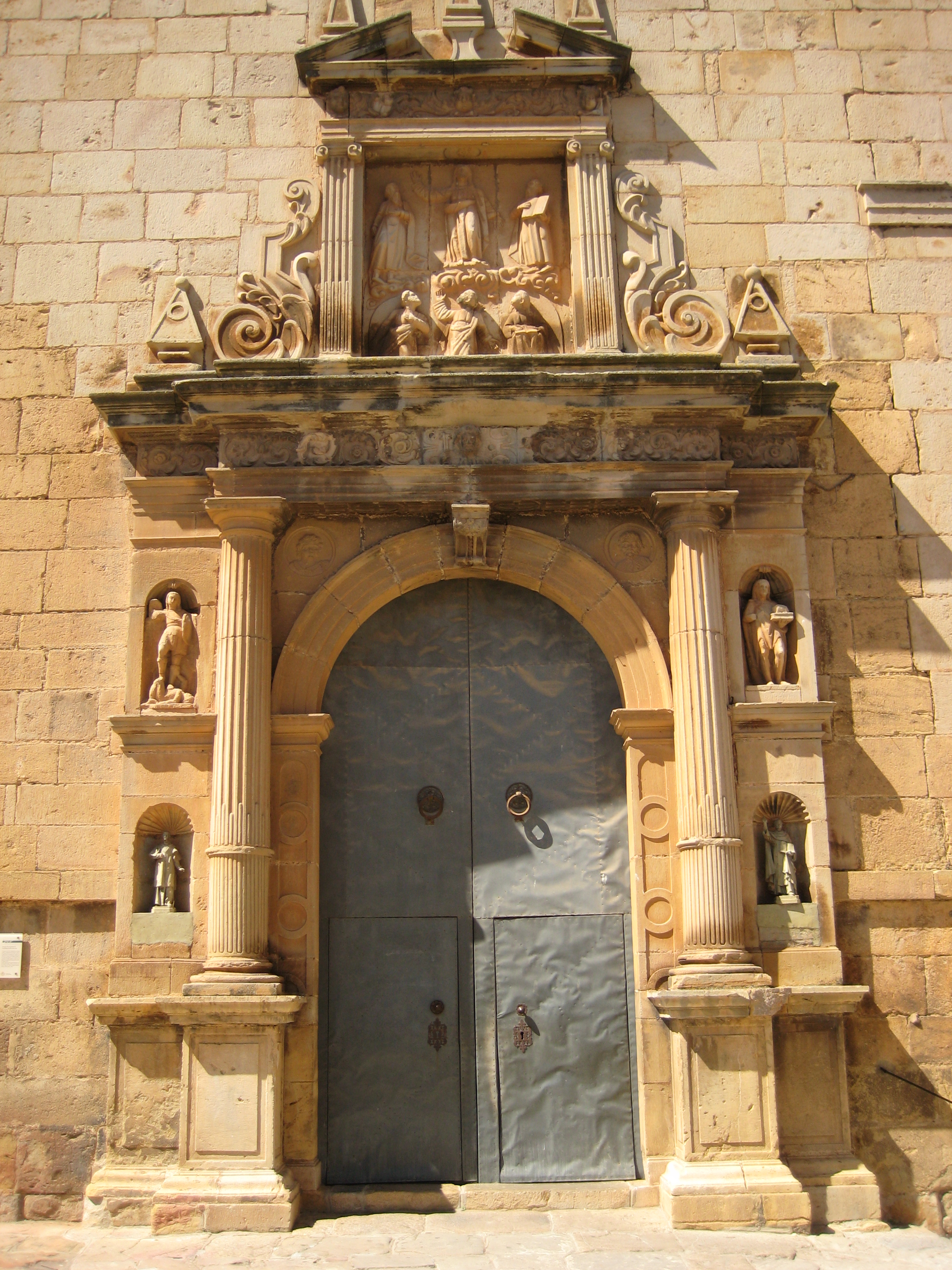
Portada de l'església de la Transfiguració

- Ermita de Sant Antoni. Data de 1622. De construcció popular, és una de les més benvolgudes del poble. S'hi guarda la imatge del Crist.
- Ermita de Santa Waldesca. És un edifici petit, amb pintures de passatges de la santa.
- Ermita Verge de Loreto.
- Ermita del Crist. La influència italiana sobre el poble es pot constatar, sobretot a nivell religiós. L'ermita del Crist, la va construir un tal Pablo Fabro. I possiblement de la mateixa època és també la de Santa Waldesca i l'antiga de Loreto, que amb Sant Felip de Neri, tots ells italians, són patrons del poble.
- Església de la Transfiguració del Senyor. S'alça sobre les restes del castell que hi havia i que ha desaparegut completament, igual que les muralles. És un temple renaixentiste de principis del segle xvii, amb pervivència d'elements gòtics en les voltes.

## Llocs d'interés
- Font de Més Amunt. Molt pròxima al poble, i amb un ampli cabal que abastix d'aigua la població, rega les hortes i va servir en el passat de força motriu per als molins fariners com el molí de la Vila o molí de Mariano. És també un lloc d'esbarjo amb torradors, taules i seients i engrunsadores. Es pot accedir des d'un passeig directe des del nucli urbà, amb vistes del poble.

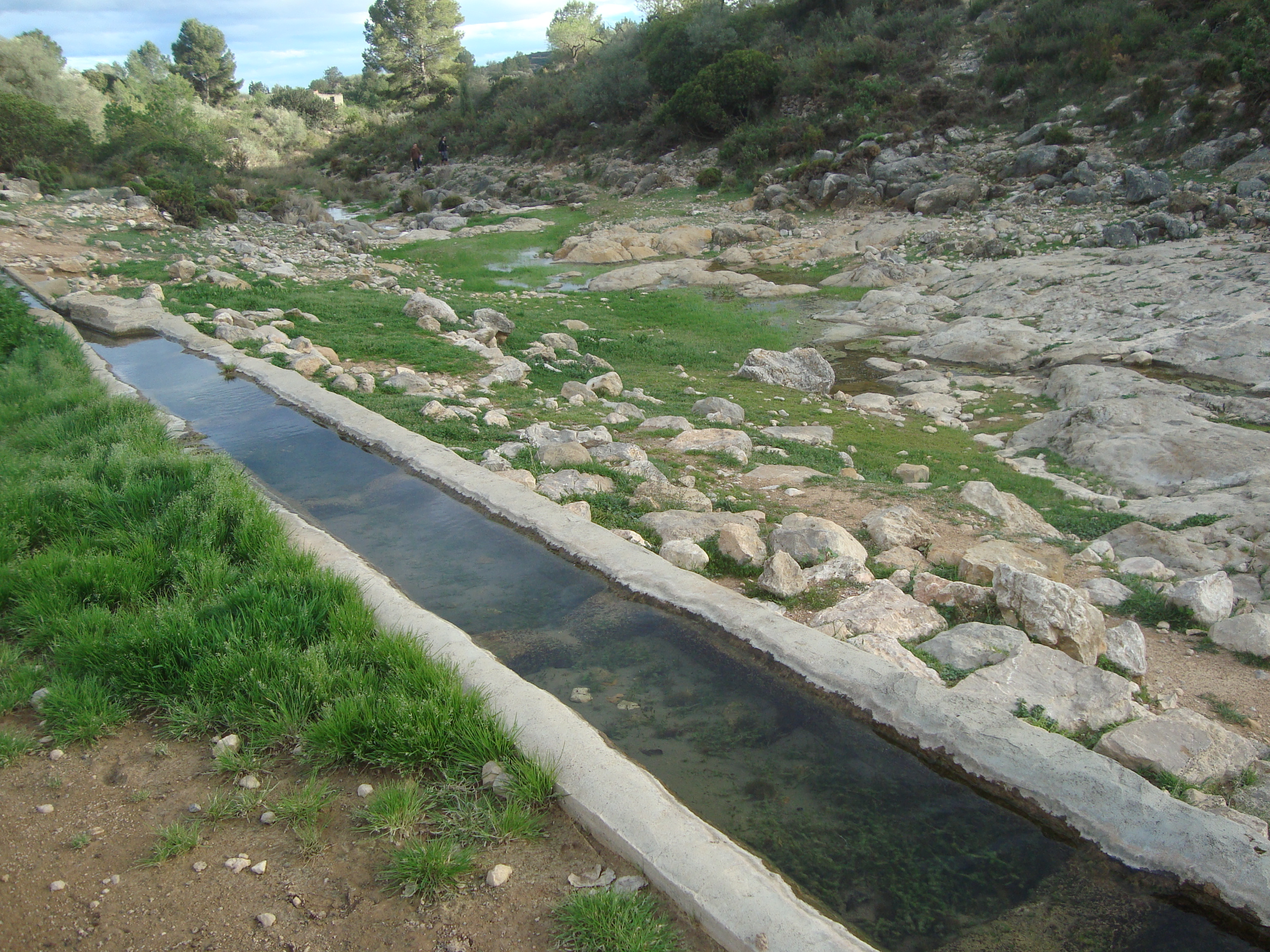
Paratge de la font de La Presola, Les Useres

Altres fonts són la font de la Ponsa, de les Murtes, font de la Presola i font de la Cova, que configuren un recorregut per realitzar activitats a l'aire lliure, aprofitant una gran xarxa de camins i senderes que conté el municipi, i que connecten amb les masies disseminades, entre les quals destaquen els nuclis dels Hostals, Pou En Calvo, Mas Blanch o Crevades.

## Festes i celebracions

### Els pelegrins de les Useres
Article principal: «Els Pelegrins de les Useres».
L'últim divendres d'abril de cada any el poble de les Useres rememora una antiga tradició que ens trasllada de ple a l'edat mitjana. Tretze hòmens —el guia i dotze pelegrins—, acompanyats pel capellà, tres cantors, el representant de l'Ajuntament, els clavaris i dènou muntures —les càrregues—, acomplixen la vella prometença d'anar fins al santuari de Sant Joan de Penyagolosa. Són els pelegrins de les Useres. Els pelegrins pregaven per aigua, collita i contra la pesta. Tot i que l'Església es va apropiar d'est antic ritu, la celebració és de procedència pagana. Alguns veïns de les Useres creuen que es tractava d'una cerimònia de celebració de l'edat adulta, on dotze jóvens s'acomiadaven dels progenitors i acompanyaven el pare —com encara se li diu al guia— cap al Penyagolosa.
Part del camí dels pelegrins, declarat Monument Natural per la Generalitat, va ser víctima de les flames al seu pas pel terme de les Useres.

### Altres festes
- Festes patronals. Se celebren en la primera setmana d'agost, en honor de sant Salvador i al Crist de l'Agonia, amb bous, actes culturals, etc.
- Processó al Piló de la Creu. Se celebra el cap de setmana següent al de la peregrinació a Sant Joan, amb una estructura semblant a la dels pelegrins, però amb la participació només de dones i xiquets. És tradicional el repartiment de la fogasseta i les orelletes de mel, i el berenar a la font de la Presola.
- Sant Antoni. El 17 de gener, amb la típica matxà, l'arrastrà dels panderos, encesa de fogueres i repartiment de rotllos. Té a les Useres la seua continuació el cap de setmana següent en les masies dels Crevades, amb la celebració de Sant Antoni dels Hostals i les seues típiques carreres de cavalls.